# Дасун Пранавітхана
Дасун Пранавітхана (нар. 10 січня 1991) — ланкіський футболіст, воротар клубу «Ейр Форс».

## Кар'єра гравця
Футбольну кар'єру розпочав у 2009 році в клубі «Ейр Форс», кольори якого захищає й до теперішнього часу.

## Кар'єра в збірній
Дебютував у футболці національної збірної Шрі-Ланки 2 березня 2013 року в поєдинку проти Афганістану. На даний час у складі головної збірної країни зіграв 3 матчі.